# Trichlora sandwithii
Trichlora sandwithii är en amaryllisväxtart som beskrevs av Julio César Vargas Calderón. Trichlora sandwithii ingår i släktet Trichlora och familjen amaryllisväxter. Inga underarter finns listade i Catalogue of Life.